# Máy cắt cỏ

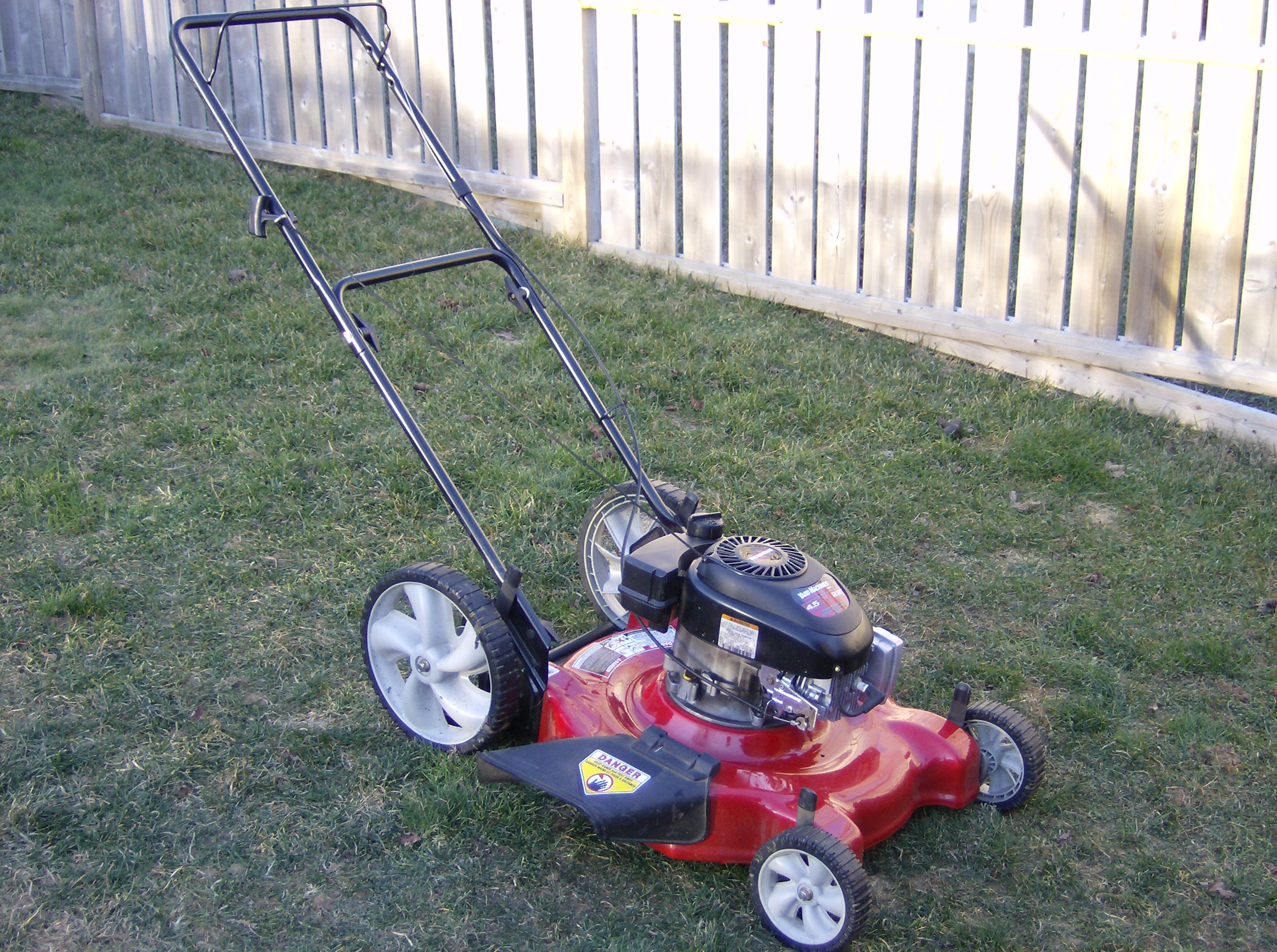
Máy cắt cỏ chạy bằng xăng

Máy cắt cỏ là thiết bị giúp con người tỉa, cắt các loại cỏ hoặc cây dại nhỏ nhằm thay thế các công cụ truyền thống như dao, kéo, liềm, máy xoay bằng dây.

## Lịch sử
Các máy cắt cỏ đầu tiên được phát minh bởi Edwin vào năm 1827 trong Thrupp, ngay bên ngoài Stroud ở Gloucestershire. Máy này được thiết kế chủ yếu để cắt cỏ trên sân thể thao và khu vườn rộng lớn, như là một thay thế vượt trội so với lưỡi hái, và đã được cấp bằng sáng chế Anh vào ngày 31 tháng 8 năm 1830.
Máy đầu tiên được sản xuất với 19 inch (480 mm) rộng với một khung làm bằng sắt rèn. Các máy cắt được thiết kế với tay đẩy từ phía sau. Bánh xe đúc từ gang có công suất phát từ con lăn phía sau để cắt hình trụ, cho phép con lăn phía sau để điều khiển con dao trên xi lanh cắt (tỷ lệ là 16: 1). Một con lăn đặt giữa các xi lanh cắt và con lăn chính hoặc đất có thể được nâng lên hoặc hạ xuống để thay đổi chiều cao của lớp cắt.
Hai trong số các máy vừa sản xuất đã sớm được bán cho công viên Sở thú Regent ở London và Cao đẳng Oxford.

## Atco Ltd và máy cắt động cơ đầu tiên
Trong những năm 1920 một trong những công ty thành công nhất nổi lên trong giai đoạn này là Atco, tại thời điểm đó một tên thương hiệu của Charles H Pugh Ltd Atco động cơ máy cắt, ra mắt vào năm 1921 là một thành công ngay lập tức. Có đến 900 các máy cắt khẩu kính 22 inch đã được sản xuất vào năm 1921, mỗi cái trị giá £75. Trong thời hạn 5 năm, sản xuất hàng năm đã tăng đến hàng chục ngàn. Giá cả đã được giảm bớt và máy được làm theo 1 loạt các kích cỡ đã có sẵn. Máy đã làm người dùng thời đó rất hài lòng.

### Máy cắt động cơ đầu tiên (Rotary mowers)
Máy cắt quay không được phát triển cho đến khi động cơ đủ nhỏ và đủ mạnh để chạy các lưỡi cắt ở tốc độ đầy đủ. Nhiều người đã thử nghiệm với máy cắt lưỡi quay vào cuối năm 1920. Vào đầu những năm 1930 Công ty Ltd giới thiệu một chiếc máy quay chạy bằng xăng. Kut Kwick thay thế lưỡi cưa của "Pulp Saw" với một con dao hai lưỡi và một cỗ máy cắt, chuyển đổi "Pulp Saw" vào máy cắt quay được đưa ra phía trước đầu tiên.
Một công ty sản xuất máy cắt quay thương mại là công ty Australian Victa, bắt đầu từ năm 1952 máy cắt của nó là nhẹ hơn và dễ dàng hơn để sử dụng hơn. Các máy cắt Victa đầu tiên được thực hiện tại Mortlake, bên trong một khu ngoại ô của Sydney, bởi người dân địa phương Mervyn Victor Richardson. Ông đã thực hiện mô hình đầu tiên của mình ra khỏi phế liệu trong nhà để xe của mình và sau đó chuyển đến một nhà kho phía sau nhà thờ St Mary của Anh, nơi các máy cắt Victa đầu tiên được sản xuất, sẽ được bán vào ngày 20 tháng 9 năm 1952. Công ty mới:Victa Mowers Pty Ltd được thành lập vào ngày 13 tháng 2 năm 1953.

## Phân loại máy cắt cỏ

### Máy cắt cỏ có thanh quay (By rotation)

#### Gồm 1 xi lanh hoặc cuộn máy cắt cỏ (Cylinder or reel mowers)
Đây là một trong những máy cắt cỏ vận hành bằng tay, dùng lực đẩy để cắt cỏ. Nó bao gồm một máy cắt hình trụ hoặc cuộn mang một máy cắt, dao cắt ngang cố định ở độ cao mong muốn cắt. Trong này là một cuộn nhanh quay của lưỡi mà buộc cỏ qua thanh cắt. Mỗi lưỡi trong xi lanh lưỡi tạo thành một đường xoắn ốc xung quanh trục cuộn, và thiết lập các cánh quạt mô tả một hình trụ. Nếu diện tích bề mặt của bãi cỏ chỉ khoảng ¼ mẫu Anh, loại máy cắt cỏ này (push lawn mower) sẽ trở thành lựa chọn tốt nhất. Những loại máy cắt cỏ này không tốn kém và rất dễ sử dụng mặc dù họ cần nhiều lực đẩy. Hơn nữa, cơ cấu của nó là khá đơn giản so với các máy cắt tự hành hoặc gás. Vì vậy, nó sẽ ít khi hỏng.
Một trong những lợi ích rõ ràng nhất là nó không sử dụng nhiên liệu. Trong khi đó, một máy cắt chạy bằng xăng có thể gây ô nhiễm môi trường, dùng điện thì phải sạc đầy trước khi dùng. Một lợi ích khác là máy cắt dạng cuộn là không có ô nhiễm tiếng ồn. Nó hoàn toàn yên tĩnh khi cắt cỏ.

#### Máy cắt quay (Rotary mowers)
Một máy cắt quay quay quanh trục thẳng đứng với lưỡi dao quay ở tốc độ cao dựa vào tác động đến cắt cỏ. Điều này có xu hướng dẫn đến một vết cắt và vết bầm tím và băm nhỏ lá cỏ dẫn đến sự đổi màu của lá kết thúc là phần cắt nhỏ chết khô. Điều này đặc biệt phổ biến nếu lưỡi trở nên bị tắc hoặc cùn. Hầu hết các máy cắt quay cần phải được thiết lập cao hơn một chút so với xi lanh tương đương để tránh lưỡi cắt trúng đất ở nơi bãi cỏ hơi không đồng đều, mặc dù một số máy cắt quay hiện đại được trang bị với một con lăn phía sau để cung cấp một sọc chính thức cắt giảm nhiều hơn nữa. Những máy này cũng sẽ có xu hướng giảm thấp hơn (13 mm) so với một quay bốn bánh tiêu chuẩn.

### Máy cắt có dùng năng lượng

#### Máy cắt cỏ dùng xăng hoặc nhiên liệu lỏng khác
Hầu hết các máy cắt đẩy quay được trang bị động cơ đốt trong. Động cơ như vậy thường là động cơ bốn thì, vì chúng có khả năng tạo ra mô-men xoắn lớn hơn so với động cơ hai thì. (mặc dù một số mô hình cũ sử dụng động cơ hai thì), chạy bằng xăng hoặc nhiên liệu lỏng khác. Động cơ đốt trong sử dụng với máy cắt cỏ thông thường chỉ có một xi lanh. Điện thường khoảng từ hai đến bảy mã lực (1,5-6,75 kW). Các công cụ thường có một bộ chế hòa khí và yêu cầu một kéo tay quay hướng dẫn để bắt đầu họ, mặc dù một khởi động bằng điện được cung cấp trên một số mô hình. Một số máy cắt có một điều khiển ga trên tay lái mà các nhà điều hành có thể điều chỉnh tốc độ động cơ. Máy cắt cỏ khác có một cố định, cài đặt trước tốc độ động cơ. Máy cắt xăng dầu có lợi thế hơn máy cắt điện của sức mạnh lớn hơn và phạm vi khoảng cách. Nó không tạo ra ô nhiễm môi trường do quá trình đốt cháy trong động cơ, và các công cụ của máy cắt cỏ đòi hỏi phải bảo dưỡng định kỳ như làm sạch hoặc thay thế bugi và bộ lọc không khí, và thay dầu động cơ.

#### Máy cắt cỏ dùng điện
Máy cắt cỏ dùng điện (Electric lawn mower) được chia nhỏ thành các mô hình điện dây và không dây. Cả hai đều là tương đối yên tĩnh, thường sản xuất dưới 75 decibel, trong khi một máy cắt cỏ xăng có thể lớn như 95 decibel trở lên.
Máy cắt dây điện (Corded electric lawn mower) được giới hạn trong phạm vi của dây nguồn đuôi của họ, có thể hạn chế sử dụng với những bãi cỏ mở rộng ra bên ngoài hơn 30-45m khỏi ổ cắm điện gần nhất có sẵn. Có nguy hiểm bổ sung với các máy vô tình cắt qua cáp điện, mà dừng lại các máy cắt và có thể đưa người sử dụng có nguy cơ nhận được một cú sốc điện gây nguy hiểm. Cài đặt một thiết bị còn lại hiện tại (GFCI) vào ổ cắm có thể làm giảm nguy cơ sốc. Trên thị trường Hoa Kỳ là mùa hè năm 2008, một máy cắt dây điện từ một nhà sản xuất chi phí đã thấp hơn nhiều ($ 150-200), với độ tin cậy cao hơn, chi phí thấp hơn đáng kể, và giảm đáng kể lượng khí thải carbon.
Máy cắt điện không dây (Cordless electric lawn mower) được hỗ trợ bởi một số lượng Pin sạc (thường là 1-4) 12-volt/pin sạc. Thông thường, pin lớn hơn có nghĩa là thời gian chạy nhiều hơn. Pin có thể được đặt trong nội thất của máy cắt cỏ hoặc ở bên ngoài. Nếu ở bên ngoài, pin cạn kiệt có thể nhanh chóng trao đổi với pin sạc. Máy cắt không dây có khả năng cơ động của một máy cắt chạy bằng xăng và thân thiện với môi trường của một máy cắt dây điện, nhưng đắt hơn và có trong mô hình ít hơn (đặc biệt là tự hành) hơn cả. Việc xử lý cuối cùng của pin cũ ra là có vấn đề, và động cơ trong máy cắt dây có xu hướng ít mạnh mẽ hơn so với động cơ xăng của tổng trọng lượng tương tự (đã bao gồm pin).

#### Máy cắt cỏ vận hành bằng tay
Trong khi được coi là lỗi thời trong thời hiện đại, các loại ban đầu của máy cắt cuộn đẩy được hỗ trợ vẫn có sẵn. Cuộn được gắn vào bánh xe của máy cắt bằng bánh răng, để khi các máy cắt được đẩy về phía trước, cuộn quay nhanh hơn bánh xe cao su-mệt mỏi biến nhiều lần. Những loại máy cắt cuộn cung cấp các lợi ích của việc ô nhiễm không được sản xuất. Vì tất cả các năng lượng cần thiết xuất phát từ người sử dụng tuy nhiên, phương pháp này cắt cỏ là vất vả nhất và không được khuyến cáo cho những bãi cỏ lớn. Tùy thuộc vào vị trí của các cuộn, các máy cắt thường không thể cắt cỏ rất gần với những trở ngại cỏ, như cây cối, đường lái xe vào, viền,......

### Các loại máy cắt cỏ còn khác

#### Máy cắt cỏ phủ lớp
Máy cắt cỏ chạy bằng năng lượng mặt trời (Chưa phổ biến)

## Vấn đề an toàn
Máy cắt quay có thể ném ra các mảnh vụn với vận tốc cực cao và năng lượng lớn. Ngoài ra, các cánh của tự cấp nguồn đẩy máy cắt (xăng hoặc điện) có thể làm tổn thương một nhà điều hành bất cẩn hoặc không chú ý.. Tại Hoa Kỳ, hơn 12.000 người mỗi năm phải nhập viện do hậu quả của tai nạn máy cắt cỏ. Phần lớn các thương tích có thể được ngăn ngừa bằng cách mặc Giày bảo vệ khi cắt. Học viện Nhi khoa Mỹ khuyến cáo rằng trẻ em có ít nhất 12 tuổi trước khi họ được phép hoạt động đi bộ phía sau máy cắt và ít nhất 16 tuổi trước khi vận hành máy cắt cỏ cưỡi.

## Tác động đến môi trường
Một nghiên cứu năm 2001 cho thấy một số máy cắt sản xuất cùng một lượng ô nhiễm (khí thải khác hơn là carbon dioxide) trong một giờ lái xe là một chiếc xe mô hình năm 1992 cho 650 dặm (1.050 km). Một ước tính đặt số lượng ô nhiễm từ một bãi cỏ máy cắt tại bốn lần số tiền từ một chiếc xe, mỗi giờ, mặc dù báo cáo này là không còn nữa. Bắt đầu từ năm 2011, Cơ quan Bảo vệ Môi trường Hoa Kỳ đã thiết lập các tiêu chuẩn về khí thải cho các thiết bị máy cắt cỏ và dự kiến giảm ít nhất 35 phần trăm.
Máy cắt cỏ cũng tạo ra ô nhiễm tiếng ồn đáng kể, và có thể gây ra mất thính lực nếu được sử dụng mà không cần bảo vệ thính giác. Điều này có thể tránh được thông qua việc sử dụng các máy cắt cuộn.